# Луїза Нойбауер
Луї́за-Марі́я Нойба́уер (нім. Luisa-Marie Neubauer, нар. 21 квітня 1996, Гамбург, Німеччина) — німецька кліматична активістка, яка є однією з головних організаторів шкільних страйків заради клімату «П'ятниці заради майбутнього» в Німеччині, натхнених Гретою Тунберг.

## Життєпис

### Ранні роки та родина
Нойбауер виросла в районі Ізербрук, в Гамбурзі в сім'ї, яка мала чотирьох дітей. Вона — молодша дитина. Її мати — медсестра. Бабуся була залучена в 1980-х роках в рух проти ядерної енергетики. Вона привернула увагу онуки до проблеми зміни клімату, а також віддала їй свою частку в кооперативі «Тагесцайтунг». Її двоюрідна сестра Карла Реемтсма також є однією з провідних фігур організації «П'ятниця заради майбутнього» в Німеччині.  
У 2014 році вона закінчила гімназію Маріон-Денхофф в Гамбурзі. У наступному році вона працювала в проєкті по розвитку Танзанії, а також на органічній фермі в Англії. У зимовому семестрі 2015–2016 років вивчала географію в університеті Георга-Августа в Геттінгені. Вчилася за обміном протягом одного семестру в Університетському коледжі Лондона й отримувала стипендію від Фонду Гайнріха Белля.
Нойбауер з 2016 року є молодіжним послом неурядової організації ONE. Крім того, вона брала участь в роботі фонду за права майбутніх поколінь, міжнародної організації із захисту клімату 350.org, фонду премії «За правильний спосіб життя», в проєкті «Голод». В рамках кампанії «Divest! Withdraw your money!» вона змусила Геттінгенський університет припинити інвестувати в галузі, які заробляють на вугіллі, нафті або газі.

## П'ятниці заради майбутнього
На початку 2019 року Нойбауер стала відома як одна з провідних активістів руху «П'ятниці заради майбутнього». Багато ЗМІ називають її «обличчям руху в Німеччині». Нойбауер відкидає порівняння себе та інших організаторів страйку з Гретою Тунберг.
13 січня 2020 року було оголошено, що Нойбауер відхилила пропозицію Джо Кезера увійти до ради директорів Siemens Energy. У своїй заяві Нойбауер заявила, що «якби я зайнялася цим, я була б зобов'язана представляти інтереси компанії та більше не змогла б бути незалежним критиком Siemens».

## Критика
Нойбауер отримала негативну оцінку від преси через її минулі польоти в різні країни; вона відповіла, що будь-яка критика її особистого споживання відвертає від найбільших структурних і політичних проблем.
Олександр Штрасснер, професор політології Університету Регенсбурга, звинуватив її у використанні терміну «старі білі люди» як синонім для дискредитації людей з відмінними думками. 